# Aeroportul Municipal Auburn
Aeroportul Municipal Auburn (IATA: AUN, ICAO: KAUN, FAA LID: AUN) este un aeroport din California, Statele Unite ale Americii ce deservește zona Auburn⁠(d). A fost numit după zona deservită.
Situat la o altitudine de 468 m, aeroportul dispune de 1 pistă.

## Infrastructură

### Piste
Aeroportul dispune de o singură pistă. Pista 07/25 are suprafața de asfalt și dimensiunile 3.700 picioare × 75 picioare. 